# George Brandis

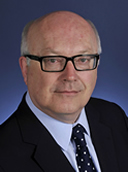
George Brandis.

George Henry Brandis (22 de junho de 1957) é um político australiano. Tem sido um membro do Senado da Austrália por Queensland desde maio de 2000.